# Shangjiang (socken i Kina, Guangxi, lat 22,18, long 106,84)
Shangjiang (kinesiska: 上降乡, 上降) är en socken i Kina. Den ligger i den autonoma regionen Guangxi, i den södra delen av landet, omkring 170 kilometer sydväst om regionhuvudstaden Nanning. Antalet invånare är 6726. Befolkningen består av 3 303 kvinnor och 3 423 män. Barn under 15 år utgör 17,0 %, vuxna 15-64 år 67 %, och äldre över 65 år 14,0 %.
Genomsnittlig årsnederbörd är 1 843 millimeter. Den regnigaste månaden är augusti, med i genomsnitt 366 mm nederbörd, och den torraste är februari, med 26 mm nederbörd.